# تایلا هریس
تایلا هریس (انگلیسی: Tayla Harris؛ زادهٔ ۱۶ آوریل ۱۹۹۷) بازیکن فوتبال استرالیایی است.
وی همچنین برندهٔ جوایزی همچون ۱۰۰ زن بی‌بی‌سی شده‌است.